# A la juventud filipina
A la juventud filipina (À Juventude Filipina) é um poema escrito em espanhol pelo escritor e patriota filipino José Rizal, apresentado pela primeira vez em 1879 em Manila, enquanto estudava na Universidade de Santo Tomas.
" A la juventud filipina " foi escrito por Rizal quando ele tinha apenas dezoito anos e foi dedicado à juventude filipina que ele descreve como "a justa esperança da minha pátria".

## Resumo
No poema, Rizal elogia os benefícios que a Espanha havia concedido às Filipinas. Rizal frequentemente retratava os renomados exploradores, generais e reis espanhóis da maneira mais patriótica. Ele imaginou a educação (trazida para as Filipinas pela Espanha) como "o sopro da vida incutindo uma virtude encantadora". Ele havia escrito que um de seus professores de espanhol havia trazido "a luz do eterno esplendor".
Nesse poema, no entanto, são os jovens filipinos que protagonizam, cujo "gênio prodigioso" que utiliza essa educação para construir o futuro foi a " bella esperanza da patria mia " (bela esperança da pátria). A Espanha, com "mão piedosa e sábia", ofereceu um "elo resplandecente da coroa, oferece aos filhos desta terra indiana".

## Influências
Alguns termos literários característicos das obras de José de Espronceda podem ser observados ao longo do poema, como “tersa frente” ou “amante anhelo” que apareceu originalmente no “Canto II a Teresa” de Espronceda.

## Prêmios
O poema foi apresentado em 1879 em Manila, em um concurso literário realizado no Liceo Artistico Literario de Manila (Liceu de Arte e Literatura de Manila), uma sociedade de homens e artistas literários, onde ganhou o primeiro prêmio, composto por um caneta de prata em forma de pena e um diploma.

## Traduções
O poema foi traduzido para o tagalo por vários autores. No início do século 20, o tradutor americano Charles Derbyshire (cuja tradução em inglês do "Mi Ultimo Adios" de Rizal é a versão mais popular e mais frequentemente recitada) traduziu o poema, mas a tradução continha falhas, como pode ser visto, por exemplo, na quinta linha, onde ele traduz "bella esperanza de la patria mia!" como "justa esperança da minha pátria!" Alfredo S. Veloso fez uma tradução do poema para o inglês. O artista nacional filipino Nick Joaquin também traduziu o poema.